# Dillingen (distrito)
Dillingen é um distrito na Baviera, Alemanha. É circulado (começando pelo norte e no sentido horário) pelos distritos de Donau-Ries, Augsburg e Günzburg, e pelo estado de Baden-Württemberg (distrito de Heidenheim).

## História
Nos tempos antigos, o rio Danúbio era uma fronteira entre o Império Romano e os germanos, ao norte do rio. Na cidade romana de Phoebiana (agora Faimingen) havia um templo de Apolo, sendo uma das maiores construções no norte do Alpes naquele tempo.
Na era medieval, o condado de Dillingen foi estabelecido. O condado foi livre do século X até o séculi XIII, quando em 1258 o território foi entregue aos Príncipes Bispos de Augsburgo, que ganharam várias vilas pela sua condição clérica, subdividindo a região em vários pedaços, que foram dissolvidos no século XIX. Em 1804 Dillingen e sua área tornaram-se parte do estado de Baviera.
O distrito foi estabelecido em 1972 pela junção do antigo distrito de Dillingen (que existia desde 1804) com a metade oeste do antigo distrito de Wertingen. A cidade de Dillingen perdeu sua condição de cidade independente e tornou-se capital do novo distrito.

## Geografia
O distrito é cortado pelo rio Danúbio, que entra no distrito pelo sudoeste e sai pelo leste. Todas as cidades do distrito, exceto Wertingen, estão localizadas ao longo do Danúbio.

## Cidades e municípios
| Cidades                                                                                                   | Municípios | |
| --- | --- | --- |
| 1. Dillingen an der Donau 2. Gundelfingen an der Donau 3. Höchstädt an der Donau 4. Lauingen 5. Wertingen | 1. Aislingen 2. Bachhagel 3. Bächingen 4. Binswangen 5. Bissingen 6. Blindheim 7. Buttenwiesen 8. Finningen 9. Glött 10. Haunsheim 11. Holzheim | 1. Laugna 2. Lutzingen 3. Medlingen 4. Mödingen 5. Schwenningen 6. Syrgenstein 7. Villenbach 8. Wittislingen 9. Ziertheim 10. Zöschingen 11. Zusamaltheim |